# Ашвин Адхин
Ашвин Адхин (на нидерландски: Ashwin Adhin) е суринамски политик, настоящ вицепрезидент на Суринам от 12 август 2015 г.

## Биография
Роден е на 10 юни 1980 г. в Парамарибо, Суринам. Член е на Националната демократична партия